# Денисова, Татьяна Ивановна
Татьяна Ивановна Денисова (Дурандина) (8 октября 1960, Городец, Горьковская область, РСФСР, СССР) — советская конькобежка, Чемпионка СССР в спринтерском многоборье 1988 года в Медео (СССР). Мастер спорта СССР.

## Биография

### Конькобежный спорт

#### Достижения
Чемпионка СССР в спринтерском многоборье (1988) и победитель международных соревнований в спринтерском многоборье (1986, 1987) и на дистанциях 500м и 1000 м (1988). Серебряный призёр Кубка СССР на дистанции 500м (1987). Бронзовый призер Кубка СССР на дистанции 3000м (1984). Участница этапов Кубка мира (1988) в Берлине и Давосе. Победительница юниорских соревнований в Финляндии (1978) в комбинации (500 м, 1000 м). Обладательница юниорских рекордов СССР на дистанциях 1000 м, 1500 м, 3000 м.

### Хоккей с шайбой
В начале 1990-х годов, во время учёбы в институте физкультуры им. Лесгафта в Санкт-Петербурге занялась хоккеем с шайбой, тренировалась и играла вместе с мужчинами в одной из любительских команд города. В июне 1992 года в составе команды команды «Тройка», составленной из таких же спортсменок-любительниц, приняла участие в «домашнем» первом международном турнире «Белые ночи». В турнире Татьяна Денисова приняла участие в матчах против команд, представлявших Латвию (ЖХК «Лайма», Рига) и Украину («Динамо» Харьков), а также против двух американских команд: «Ambassadors» и «New England». Собранная накануне турнира команда «Тройка» с Денисовой в составе особых проиграла даже украинкам со счётом 1:6.
С 3 по 8 января 1993 года в Санкт-Петербурге прошёл очередной международный турнир. Россия была представлена созданной в августе 1992 года в Екатеринбурге на базе «Локомотива» командой «Ведьмы Урала» под руководством Альберта Фёдорова. В финале турнира «ведьмы» проиграли американкам 1:3. После турнира Денисова в составе объединённой команды, созданной из хоккеисток России, Украины и Латвии и под руководством Фёдорова провела в феврале ряд выставочных матчей в США и Канаде. В играх против команд различных колледжей объединённая сборная выиграла шесть встреч, четыре свела вничью, и уступила в трёх. Сформированная таким образом команда заложила основу российской национальной сборной.

### Дальнейшая жизнь
В дальнейшем Татьяна Денисова вернулась в родной Городец и стала учителем физкультуры в школе № 2. Принимает активное участие в спортивной жизни города в составе основанного в 1997 году клуба любителей бега «Сайгак».